# Chakdaha
Chakdaha (bengali চাকদহ) är en stad i distriktet Nadia i den indiska delstaten Västbengalen. Den ligger några mil norr om Calcutta, längs Huglifloden. Folkmängden uppgick till 95 203 invånare vid folkräkningen 2011, med förorter 133 856 invånare.